# Borgeln
Borgeln ist ein Ortsteil der Gemeinde Welver im Kreis Soest in Nordrhein-Westfalen.

## Lage
Borgeln liegt zwischen den Städten Soest und Hamm an der Straße L 670 und an der Eisenbahnstrecke Hamm–Soest, an der 1880 der Bahnhof Borgeln eröffnet wurde. Zu Borgeln gehören die Ortsteile Borgeler Linde, die Gehöfte von Fahnen, Gut Broel sowie die Höfe „Am Kotten“.

## Geschichte

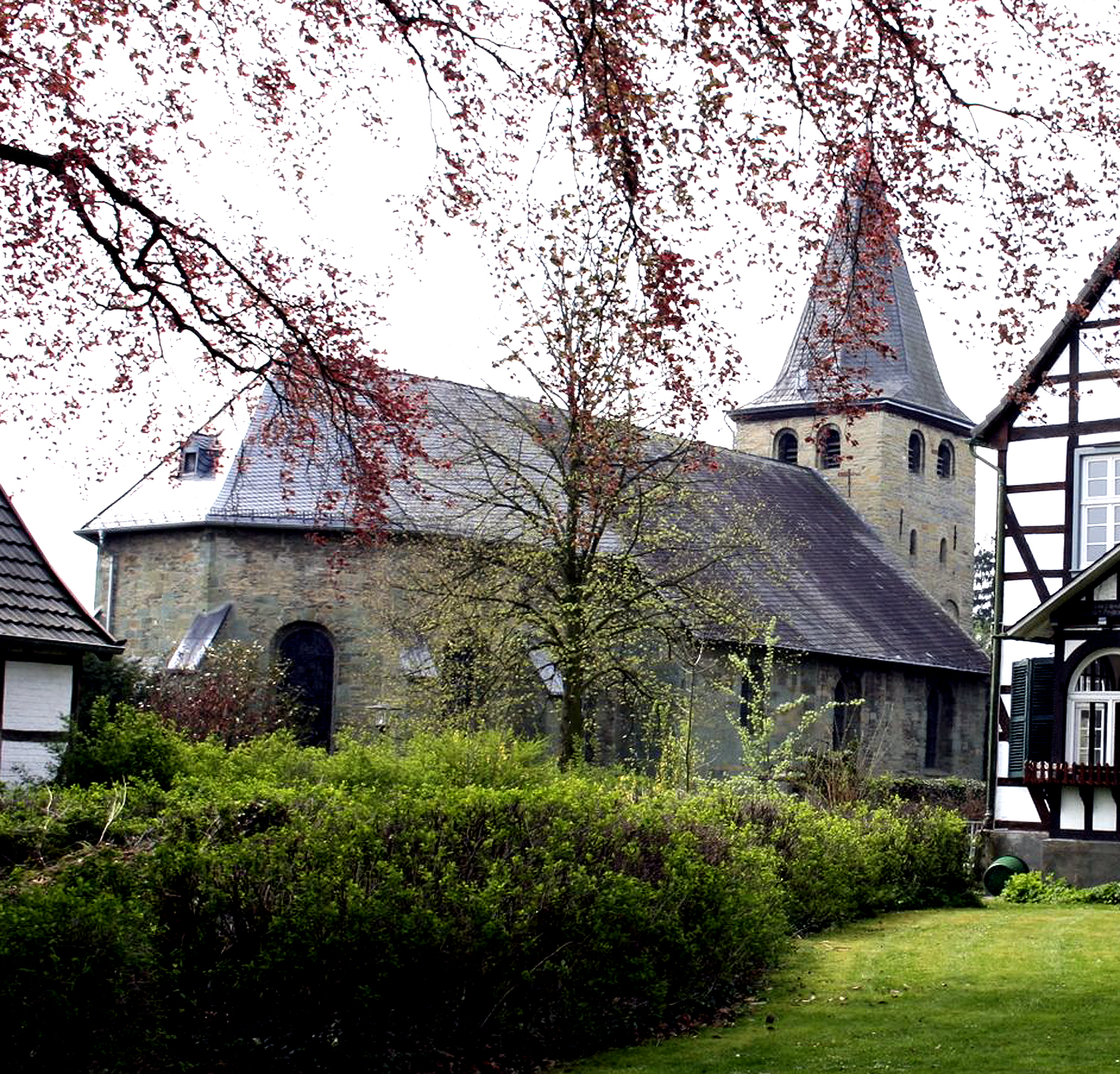
Evangelische Kirche

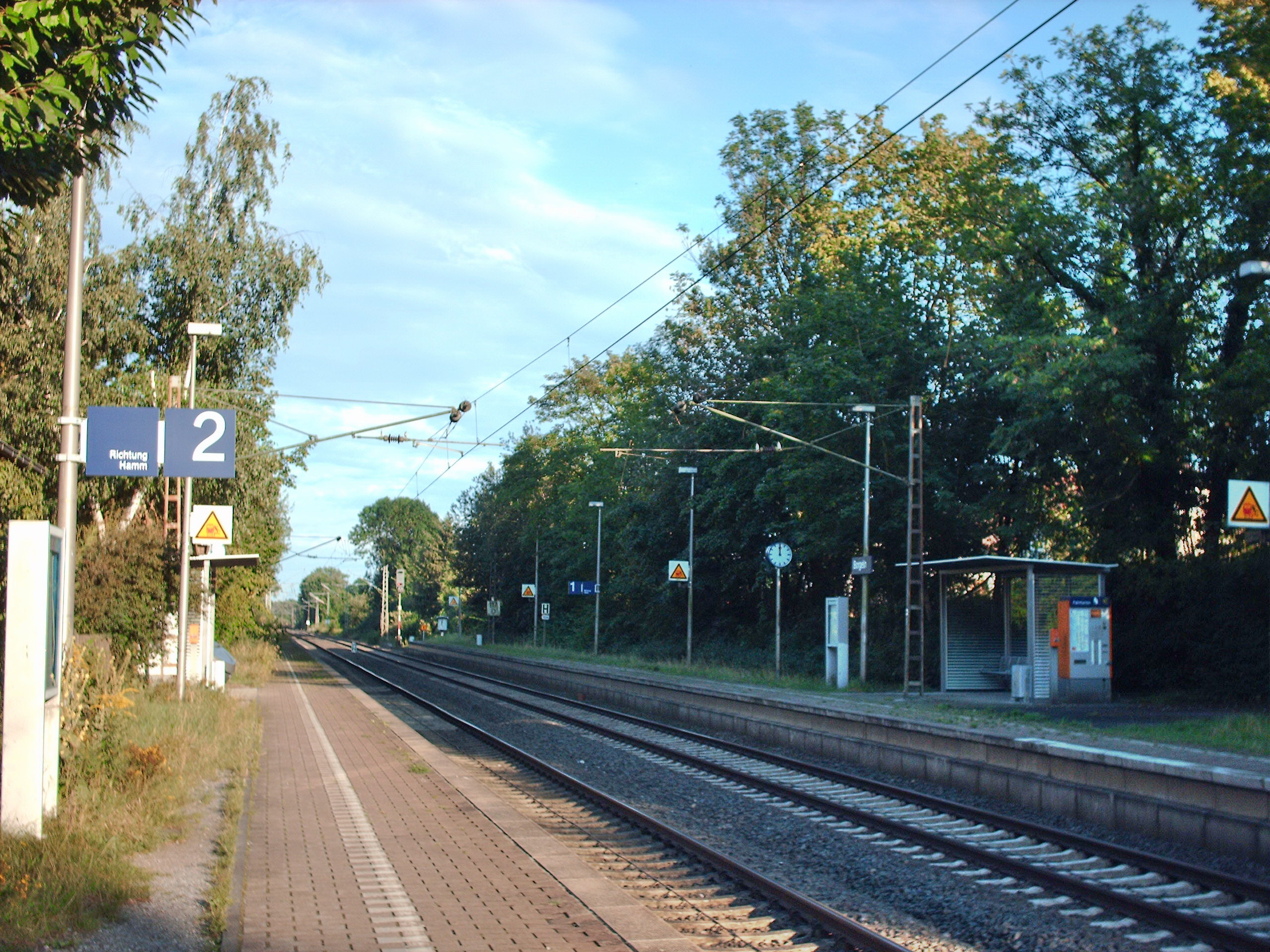
Bahnsteig Borgeln

Borgeln wurde möglicherweise bereits 1160 mit Bezug auf das Jahr 1021 als Burclaun erwähnt, sicher aber 1166 als Burgelon (zusammen mit dem Wald Broil in der unmittelbaren Umgebung). Der Erzbischof Reinald von Köln verkaufte dem Ritter Helmwig von Holthusen einen Broil genannten Wald als Zinslehen. Die Herkunft des Ortsnamens ist relativ unstrittig: Der erste Teil ist wohl auf eine Burg bzw. befestigte Wohnstatt (niederdeutsch Borg) zurückzuführen, der zweite Teil stellt sich zum verbreiteten Wort „Loh“ (Wald). Der Ortsname bedeutet demnach so viel wie: „bei den Burgwäldern“. Auch Straßenbezeichnungen wie auf der Borg, auf der Borgweide oder Borggraben verweisen auf diese Bedeutung. Der Burgplatz umfasste den Wortmannshof, den Schwollenhof, den Bertelshof und den Bertelskotten. Diese Höfe liegen auf einem nach drei Seiten abfallenden Hügelrücken, der nur an einer Seite eine künstliche Schutzwehr benötigte. Die Burg war wohl der Stammsitz der milites de Burgelen. Dieses ritterbürtige Geschlecht wurde ab 1250 etwa 200 Jahre lang in Soester Urkunden erwähnt. Obschon die Stadt Soest ihre gogerichtliche Zuständigkeit seit dem 12. Jahrhundert ausbaute und sich das Kirchspiel Borgeln unter der Hoheit des Soester Patrokli-Stifts befand, war Borgeln Teil der Freigrafschaft Rüdenberg. Mit dem Soester Erwerb der Freigrafschaft Rüdenberg von Gottfried von Rüdenberg im Jahr 1328 kam Borgeln zum Herrschaftsbereich der Stadt Soest und war bis 1807/09 Teil der Niederbörde. Nach Hubertus Schwartz ist die romanische Kirche in Borgeln aus dem Jahr 1050 „das älteste sakrale Bauwerk der Soester Börde“. Nördlich der Kirche steht der denkmalgeschützte Pfarrhof, ein Fachwerkbau von 1800.
In den Hexenverfolgungen 1577 bis 1604 sind zehn Verfahren wegen Hexerei und Zauberei belegt. Acht Menschen wurden in den Hexenprozessen hingerichtet, zwei weitere starben im Gefängnis.
Am 1. Juli 1969 wurde Borgeln nach Welver eingemeindet.

## Sehenswürdigkeiten
In der Liste der Baudenkmäler in Welver sind neun Baudenkmale aus Borgeln aufgeführt.

## Persönlichkeiten

### Söhne und Töchter des Ortes
- Patroklus Römeling (* um 1481 in Borgeln; † April 1571 in Diepholz), evangelischer Theologe und Reformator
- Heinrich Poetter (* 26. Januar 1830; † 1918 in Lichterfelde bei Berlin), evangelischer Theologe und Generalsuperintendent der Kirchenprovinz Pommern
- Adolf Clarenbach (* 12. Juli 1877 in Borgeln; † 1952), Superintendent, Heimatforscher und Ehrenbürger von Soest[8]

### Mit Borgeln verbundene Personen

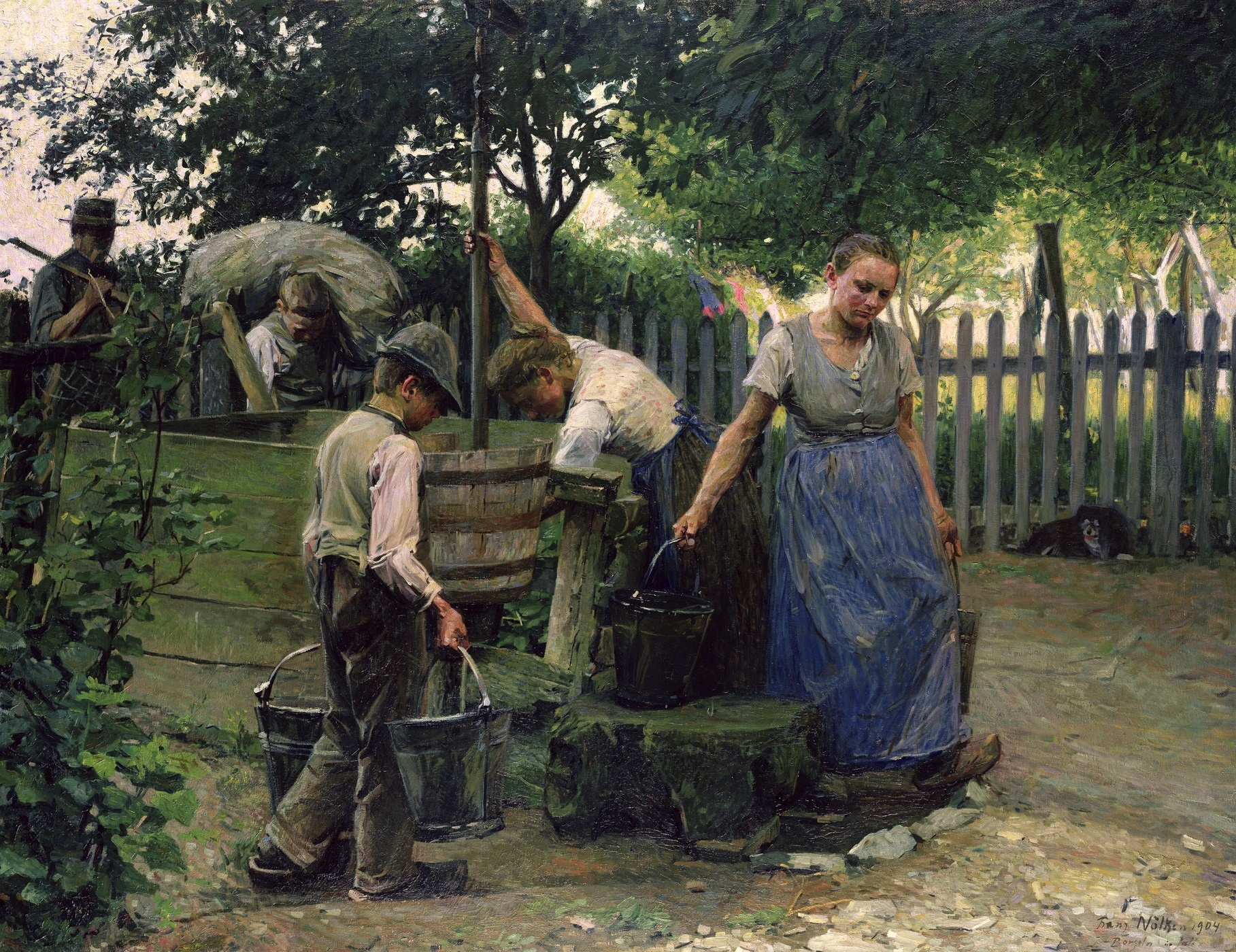
Franz Nölken: Am Brunnen in Borgeln, 1905

- Franz Nölken (* 5. Mai 1884 in Hamburg; † 4. November 1918 in La Capelle, Département Aisne, Frankreich), deutscher Maler des Expressionismus, wirkte eine Zeitlang in Borgeln